# Kanton Berre-l’Étang
Der Kanton Berre-l’Étang ist seit 1928 ein französischer Wahlkreis im Département Bouches-du-Rhône in der Region Provence-Alpes-Côte d’Azur. Er umfasst neun Gemeinden. Im Rahmen der landesweiten Neuordnung der französischen Kantone wurde er im Frühjahr 2015 erheblich erweitert.

## Gemeinden
Der Kanton besteht aus neun Gemeinden mit insgesamt 73.359 Einwohnern (Stand: 1. Januar 2022) auf einer Gesamtfläche von 249,86 km²:
| Gemeinde             | Einwohner 1. Januar 2022 | Fläche km² | Dichte Einw./km² | Code INSEE | Postleitzahl | Arrondissement  |
| -------------------- | ------------------------ | ---------- | ---------------- | ---------- | ------------ | --------------- |
| Berre-l’Étang        | 13.941                   | 43,64      | 319              | 13014      | 13130        | Istres          |
| Cornillon-Confoux    | 1.619                    | 14,95      | 108              | 13029      | 13250        | Istres          |
| Coudoux              | 3.775                    | 12,65      | 298              | 13118      | 13111        | Aix-en-Provence |
| La Fare-les-Oliviers | 8.953                    | 13,98      | 640              | 13037      | 13580        | Aix-en-Provence |
| Lançon-Provence      | 9.627                    | 68,92      | 140              | 13051      | 13680        | Aix-en-Provence |
| Rognac               | 12.335                   | 17,46      | 706              | 13081      | 13340        | Istres          |
| Saint-Chamas         | 8.669                    | 26,71      | 325              | 13092      | 13250        | Istres          |
| Velaux               | 8.827                    | 25,23      | 350              | 13112      | 13880        | Aix-en-Provence |
| Ventabren            | 5.613                    | 26,32      | 213              | 13114      | 13122        | Aix-en-Provence |
| Kanton Berre-l’Étang | 73.359                   | 249,86     | 294              | 1306       | –            | –               |

Bis zur landesweiten Neuordnung der französischen Kantone im März 2015 gehörten zum Kanton Berre-l’Étang die drei Gemeinden Berre-l’Étang, Rognac und Saint-Chamas. Sein Zuschnitt entsprach einer Fläche von 87,81 km2. Er behielt während der Neuordnung seinen INSEE-Code 1306 unverändert bei.

## Politik
| Vertreter im Departementrat | Vertreter im Departementrat        | Vertreter im Departementrat |
| Amtszeit                    | Namen                              | Partei                      |
| --------------------------- | ---------------------------------- | --------------------------- |
| 2015–                       | Christiane Pujol Jean-Marie Verani | FN                          |